# Misumenops pascalis
Misumenops pascalis es una especie de araña cangrejo del género Misumenops, familia Thomisidae. Fue descrita científicamente por O. P.-Cambridge en 1891.

## Distribución
Esta especie se encuentra en Panamá.